# Chunajfira
Chunajfira (arab. خنيفرة, fr. Khénifra) – miasto w Maroku, w regionie administracyjnym Meknes-Tafilalt, w górach Atlas nad rzeką Wadi Umm ar-Rabi. W mieście zachował się most i zabudowania kasby, wzniesione za czasów sułtana Mulaja Ismaila.

## Galeria

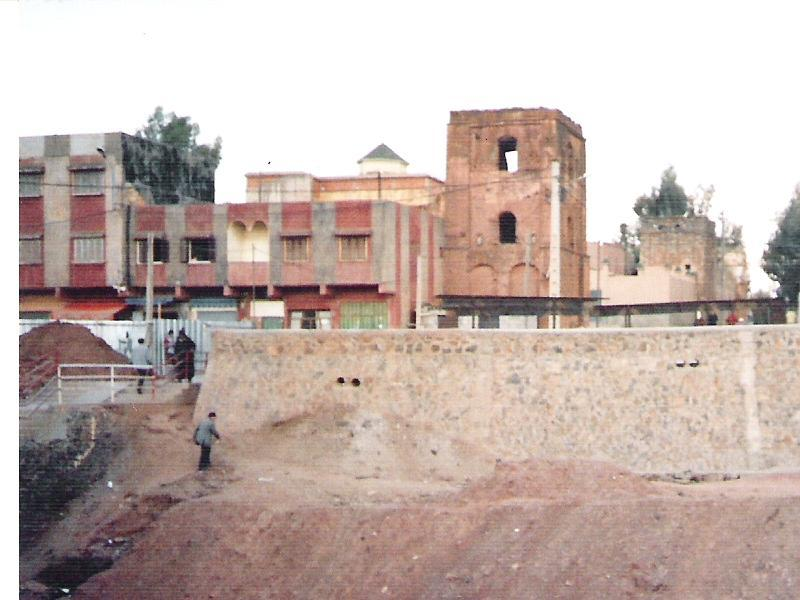
Kasba w Chunajfirze
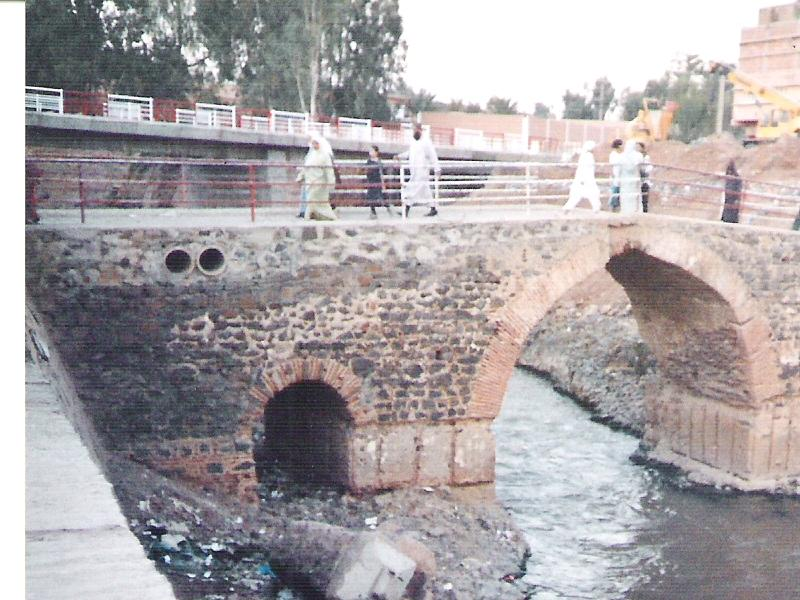
Most na rzece Umm ar-Rabi
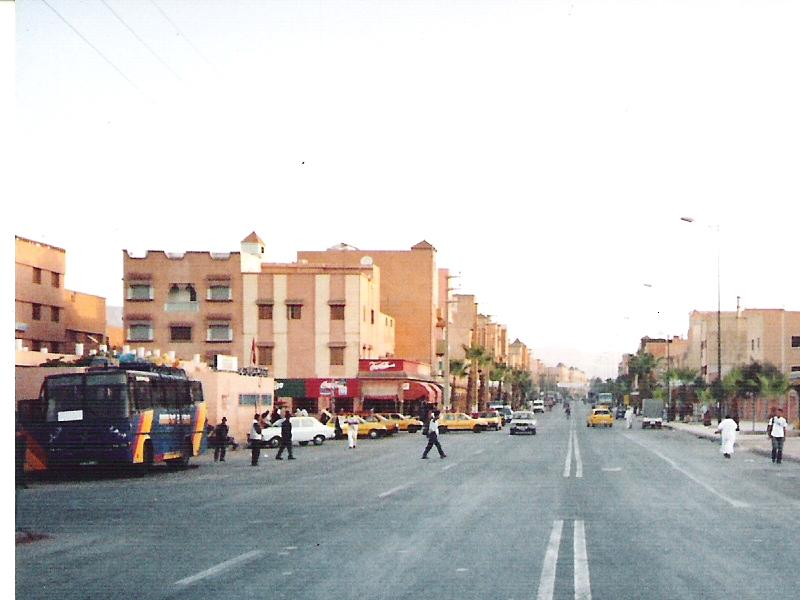
Ulica w Chunajfirze